# Podarcis pityusensis
Espèce
Synonymes
- Lacerta muralis var. pityusensis Boscá, 1883
- Lacerta lilfordi affinis Müller, 1927
- Lacerta lilfordi kameriana Müller, 1927
- Lacerta lilfordi kochi Müller, 1927
- Lacerta lilfordi schreitmuelleri Müller, 1927
- Lacerta lilfordi tagomagensis Müller, 1927
- Lacerta lilfordi vedrae Müller, 1927
- Lacerta lilfordi zenonis Müller, 1928
- Lacerta lilfordi miguelensis Eisentraut, 1928
- Lacerta lilfordi canensis Eisentraut, 1928
- Lacerta lilfordi formenterae Eisentraut, 1928
- Lacerta lilfordi frailensis Eisentraut, 1928
- Lacerta lilfordi gastabiensis Eisentraut, 1928
- Lacerta lilfordi gorrae Eisentraut, 1928
- Lacerta lilfordi muradae Eisentraut, 1928
- Lacerta lilfordi negrae Eisentraut, 1928
- Lacerta lilfordi ratae Eisentraut, 1928
- Lacerta lilfordi redonae Eisentraut, 1928
- Lacerta pityusensis ahorcadosi Eisentraut, 1930
- Lacerta pityusensis caragolensis Buchholz, 1954
- Lacerta pityusensis characae Buchholz, 1954
- Lacerta pityusensis hortae Buchholz, 1954
- Lacerta pityusensis puercosensis Buchholz, 1954
- Lacerta pityusensis purroigensis Buchholz, 1954
- Lacerta pityusensis sabinae Buchholz, 1954
- Lacerta pityusensis subformenterae Buchholz, 1954
- Lacerta pityusensis torretensis Buchholz, 1954
- Podarcis pityusensis martinezi Cirer, 1980

Statut de conservation UICN

 NT  : Quasi menacé
Statut CITES
Podarcis pityusensis est une espèce de sauriens de la famille des Lacertidae.

## Répartition

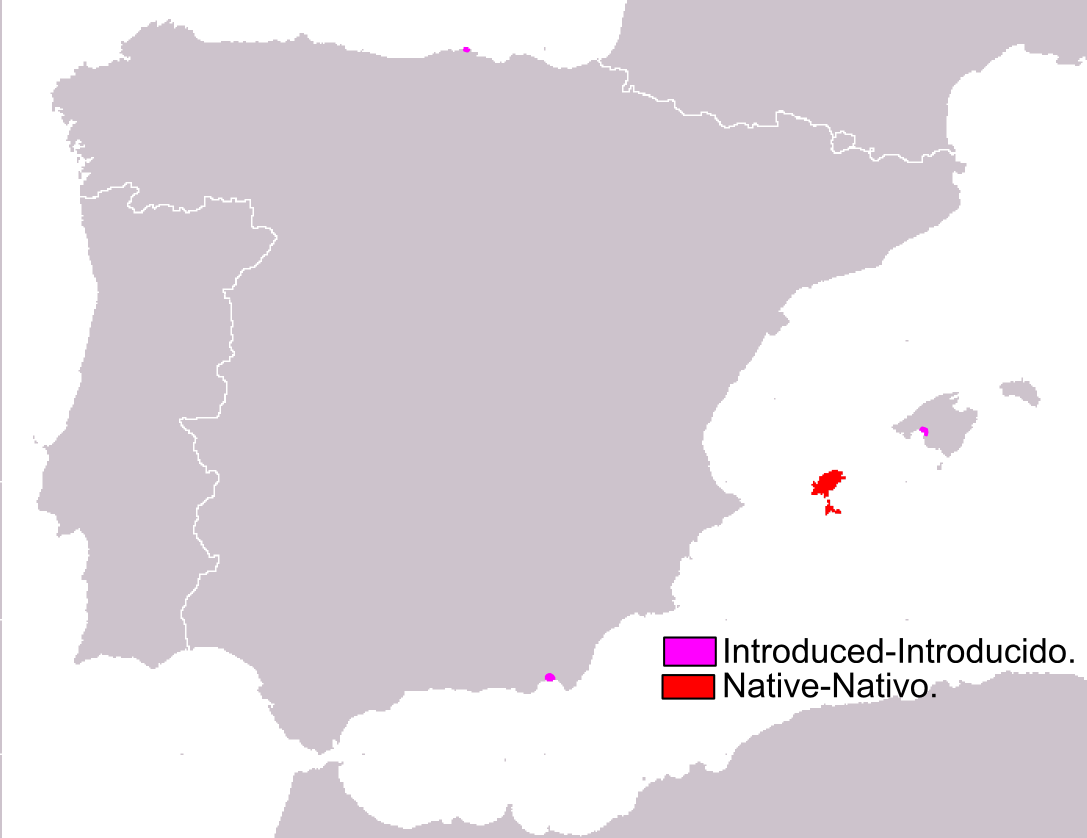
Distribution

Cette espèce est endémique des îles Baléares en Espagne. Elle se rencontre à Ibiza, Es Vedrá et à Formentera et a été introduite à Majorque.

## Espèce en danger
L'introduction accidentelle de Hemorrhois hippocrepis dans l'archipel, repérée en 2003, met en danger les populations de Podarcis pityusensis, car en 2014, seulement 11 ans après son introduction, la couleuvre a déjà colonisé la moitié de l'île.

## Liste des sous-espèces
Selon The Reptile Database (20 mars 2013) :
- Podarcis pityusensis affinis (Müller, 1927)
- Podarcis pityusensis ahorcadosi (Eisentraut, 1930)
- Podarcis pityusensis calaesaladae (Müller, 1928)
- Podarcis pityusensis canaretensis Cirer, 1980
- Podarcis pityusensis canensis (Eisentraut, 1928)
- Podarcis pityusensis caragolensis (Buchholz, 1954)
- Podarcis pityusensis carlkochi (Mertens & Müller, 1940)
- Podarcis pityusensis formenterae (Eisentraut, 1928)
- Podarcis pityusensis frailensis (Eisentraut, 1928)
- Podarcis pityusensis gastabiensis (Eisentraut, 1928)
- Podarcis pityusensis gorrae (Eisentraut, 1928)
- Podarcis pityusensis hedwigkamerae (Müller, 1927)
- Podarcis pityusensis hortae (Buchholz, 1954)
- Podarcis pityusensis kameriana (Müller, 1927)
- Podarcis pityusensis maluquerorum Mertens, 1921
- Podarcis pityusensis muradae (Eisentraut, 1928)
- Podarcis pityusensis negrae (Eisentraut, 1928)
- Podarcis pityusensis pityusensis (Boscá, 1883)
- Podarcis pityusensis ratae (Eisentraut, 1928)
- Podarcis pityusensis redonae (Eisentraut, 1928)
- Podarcis pityusensis schreitmuelleri (Müller, 1927)
- Podarcis pityusensis tagomagensis (Müller, 1927)
- Podarcis pityusensis torretensis (Buchholz, 1954)
- Podarcis pityusensis vedrae (Müller, 1927)

## Publications originales
- Boscá, 1883 : Exploración herpetológica de la isla de Ibiza. Anales de la Sociedad Española de Historia Natural, Madrid vol. 12, p. 241-250 (texte intégral).
- Buchholz, 1954 : Zur Kenntnis der Rassen von Lacerta pityusensis Bosca (Rept., Lacertidae). Bonner zoologische Beiträge, vol. 5, no 1/2, p. 69-88 (texte intégral).
- Cirer, 1980 : Descripcio de dues subspecies noves de Podarcis pityusensis. Butlleti de la Institucio Catalana d'Historia Natural, vol. 45, p. 121-125 (texte intégral).
- Eisentraut, 1928 : Vorläufige Diagnosen einiger neuer Rassen der balearischen Inseleidechse Lacerta lilfordi Gthr. Das Aquarium, vol. 1928, p. 121-124 (texte intégral).
- Eisentraut, 1928 : Weitere neue Rassen der balearischen Inseleidechse Lacerta lilfordi Gthr. Mitteilungen aus dem Zoologischen Museum in Berlin, vol. 14, p. 465-468.
- Eisentraut, 1930 : Beitrag zur Eidechsenfauna der Pityusen und Columbreten. Mitteilungen aus dem Zoologischen Museum in Berlin, vol. 16, p. 397-410.
- Mertens, 1921 : Eine neue Eidechse von den Pityusen. Senckenbergiana, vol. 3, p. 142-146 (texte intégral).
- Mertens & Müller, 1940 : Die Amphibien und Reptilien Europas (2. Liste, nach dem Stand vom 1 Januar 1940). Abhandlungen der Senckenbergischen Naturforschenden Gesellschaft, vol. 451, p. 1-56.
- Müller, 1927 : Beitrag zur Kenntnis der Rassen von Lacerta lilfordi Gthr. Zoologischer Anzeiger, vol. 73, no 11/12, p. 259-269.
- Müller, 1927 : Über die Rassen der Pityusen-Eidechse Lacerta pityusensis Bosca. Zoologischer Anzeiger, vol. 69, p. 299-304.
- Müller, 1928 : Zweiter Beitrag zur Kenntnis der Rassen von Lacerta lilfordi Gthr. Zoologischer Anzeiger, vol. 78,  p. 261-273